# Heteropterys glazioviana
Heteropterys glazioviana är en tvåhjärtbladig växtart som beskrevs av Franz Josef Niedenzu. Heteropterys glazioviana ingår i släktet Heteropterys och familjen Malpighiaceae. Inga underarter finns listade i Catalogue of Life.